# Светий Тріє Кралі (Радлє-об-Драві)
Светий Тріє Кралі (словен. Sveti Trije Kralji) — поселення в общині Радлє-об-Драві, Регіон Корошка, Словенія. Висота над рівнем моря: 761,6 м.